# Aanslag op politieagenten in Dallas op 7 juli 2016
Op de avond van 7 juli 2016 werden tijdens een demonstratie in Dallas twaalf agenten en twee burgers neergeschoten door een sluipschutter. Vijf van de twaalf agenten overleefden het niet.
De betreffende demonstratie was gericht tegen politiegeweld tegen Afro-Amerikanen door blanke politieagenten met dodelijke afloop. In eerste instantie werd er gesproken over drie of meerdere schutters maar achteraf meldde de politie dat er slechts één schutter betrokken was geweest bij de schietpartij. 
De dader was de 25-jarige Micah Xavier Johnson, een Afro-Amerikaanse ex-marinier die boos was op blanke politieagenten vanwege de recente schietincidenten waarbij meerdere Afro-Amerikanen werden doodgeschoten door blanke politieagenten. De schietpartij duurde tot vroeg in de ochtend. De dader hield zichzelf schuil in een nabijgelegen parkeergarage, en na meerdere mislukte pogingen tot toenadering tot de verdachte maakte de politie een einde aan de schietpartij door de dader te doden met een bom-robot. Dit was overigens de eerste keer in de geschiedenis dat de Amerikaanse politie een verdachte met een op afstand bestuurde bom doodde.
Een politiewoordvoerder verklaarde na afloop dat de dader wanted to kill white people, especially white officers.